# Фумимаро Коное
Фумимаро Коное (на японски: 近衞 文麿) е японски политик и два пъти министър-председател на Япония (1937 – 1939, 1940 – 1941), който неуспешно се опитва да ограничи властта на въоръжените сили в страната и да предотврати разрастването на войната с Китай в световен конфликт.

## Биография
Коное е роден 12 октомври 1891 г. в Токио в известно семейство, част от древния род Фудживара. Баща му, Ацумаро Коное, е виден държавник. Малкият Коное е интелигентно и чувствително дете, но има склонност да нервничи и развива цинично отношение към обществото. Получава образование сред интелектуалния елит на нацията в Киотския университет, който завършва със специалност право, докато Япония участва в Първата световна война.
Като студент, Коное се запознава отблизо със западните философия, литература, социология и социо-икономически проблеми, особено проблемите на бедните. Сред менторите му в университета се открояват марксистки икономисти, които по-късно става водещи фигури в японската политика. По това време Коное превежда на японски есето на Оскар Уайлд „Душата на човек при социализма“ (1891). Впоследствие, обаче, творбата е забранена от правителството, тъй като се счита опасна за обществения ред.
За разлика от повечето политици в Япония преди Втората световна война, Коное не започва политическата си кариера чрез изпитанието на държавната служба или чрез членство в политическа партия. Вместо това, той навлиза в политиката около 1920 г. под опекунството на държавника и бивш министър-председател на страната Сайонджи Кинмочи, който е проницателен привърженик на парламентарното управление и член на придворната аристокрация.
След края на Първата световна война, Коное е назначен за служител на японската делегация на Парижката мирна конференция. По това време той написва статия, отхвърляща англо-американския принцип на пацифизма като удобно прикритие за поддържане на статуквото от нации, които за разлика от Япония вече притежават големи сфери на влияние. Също така, той енергично критикува като непрактичен принципа на международната лига за премахване на икономическия империализъм и расовите предубедености.
Коное се озовава в горната камара на парламента по силата своя ранг на принц. Той се застъпва за реформи на камарата, на благородническата система и на генералния щаб на армията, искайки да предотврати намесата на армията във външните работи на страната. Освен това той противодейства на фашистките влияния. Негова цел по това време е разширяването на парламентарната политика. Когато Япония нахлува в Манджурия през 1931 г., Коное чувства, че е нужно пълно политическо обновяване на японската военна командна структура. След като служи като вицепрезидент на горната камара, Коное е назначен за неин председател през 1933 г. 
Коное отказва да състави кабинет през 1936 г., когато императорът поисква от него да постъпи така по препоръка на Кинмочи. Все пак, през юни 1937 г. той се съгласява да състави безпартиен кабинет, за който се надява, че ще получи подкрепата на нацията. Той решава да приема по-разумните изисквания на армията, докато междувременно контролира по-дръзките ѝ елементи. Той обявява, че ще търси реализация на социалната и международната справедливост и облекчаване на вътрешните търкания.
През юли 1937 г. китайските и японските сили влизат в схватка близо до Пекин и двете държави много скоро влизат в пълномащабна война, макар такава да не е обявявана официално. Коное полага различни неблагополучни усилия да сложи край на конфликта и през януари 1939 г. кабинетът му е разпуснат. Впоследствие е назначен в кабинета на встъпилия в длъжност министър-председател Хиранума Киичиро.
Първият кабинет на Коное е измъчван от отделянето на държавните дела и правото на армията на върховно командване. Той вярва, че за да се ограничи армията и да се приключи войната е нужно правителство, основаващо се на политическа сила, идваща от национална организация. През юни 1940 г. той започва да планира разработването на именно такова масово национално движение, но преди да успее да разгърне идеите си, той е убеден да състави втори кабинет. Планът му за масова народна организация накрая е реализирана с образуването на Тайсей Йокусанкай.
През септември 1940 г. Япония сключва военен съюз (Тристранен пакт) с Германия и Италия. Междувременно, на фона на постепенно влошаващите се отношения с Великобритания и САЩ, Коное се опитва да предотврати разширяването на китайско-японския конфликт и да се подсигури, че САЩ няма да се включват във войната. През април 1941 г. сключва пакт за ненападение със Съветския съюз.
Изправен пред влошаващите се японо-американски отношения и американско обграждане на Япония, Коное прави заключение, че разрешаване на китайско-японския конфликт може да бъде постигнато само чрез американско посредничество. Така, през април 1941 г. той влага цялата си енергия в преговори със САЩ, надявайки се да влезе в дискусия с американския президент Франклин Рузвелт. През юли е съставен третия кабинет на Коное, за да се отстрани министъра на външните работи, Йосуке Мацуока, който е противник на преговорите. Въпреки това, през октомври Коное подава оставка покрай разногласията си с министъра на войната, Хидеки Тоджо.
С разрастването на войната след нападението над Пърл Харбър през декември 1941 г., Коное е поставен под военно наблюдение и е принуден да напусне политическата сцена на страната. През 1944 г. той си сътрудничи с някои водещи политически фигури с цел да свали кабинета на Тоджо. В началото на 1945 г. той съветва императора да помисли за преговори, които да сложат край на войната, но той твърдо му отказва. След края на войната през септември 1945 г., той става заместник-министър по националните въпроси в кабинета на принц Нарухико Хигашикуни. По-късно през същата година е заподозрян в съучастие към военни престъпления. Привикан е от полицията на 16 декември, когато се самоубива с цианкалий.
Внукът му, Морихиро Хосокава, служи като министър-председател на страната 50 години по-късно.